# Campionati cechi di sci alpino 2010
I Campionati cechi di sci alpino 2010 si sono svolti a Špindlerův Mlýn dal 23 al 26 marzo. Il programma ha incluso gare di supergigante, slalom gigante, slalom speciale e supercombinata, tutte sia maschili sia femminili.
Trattandosi di competizioni valide anche ai fini del punteggio FIS, hanno potuto partecipare anche sciatori di altre federazioni, senza che questo consentisse loro di concorrere al titolo nazionale ceco.

## Risultati

### Uomini

#### Supergigante
| Pos. | Atleta            | Nazione    | Tempo   |
| ---- | ----------------- | ---------- | ------- |
| 1    | Ondřej Bank       | Rep. Ceca  | 1:13,44 |
| 2    | Kryštof Krýzl     | Rep. Ceca  | 1:13,91 |
| 3    | Filip Trejbal     | Rep. Ceca  | 1:14,39 |
| 4    | Ondřej Berndt     | Rep. Ceca  | 1:15,12 |
| 5    | Jiří Hendrych     | Rep. Ceca  | 1:15,40 |
| 6    | Lukáš Chmelař     | Rep. Ceca  | 1:15,57 |
| 7    | Jaroslav Babušiak | Slovacchia | 1:15,62 |
| 8    | Tomáš Tuček       | Rep. Ceca  | 1:16,74 |
| 9    | Adam Žampa        | Slovacchia | 1:16,96 |
| 10   | Jakub Kopřiva     | Rep. Ceca  | 1:17,24 |

Data: 23 marzo

#### Slalom gigante
| Pos. | Atleta            | Nazione    | Tempo   |
| ---- | ----------------- | ---------- | ------- |
| 1    | Ondřej Bank       | Rep. Ceca  | 2:19,24 |
| 2    | Jaroslav Babušiak | Slovacchia | 2:20,19 |
| 3    | Adam Žampa        | Slovacchia | 2:20,33 |
| 4    | Adam Zika         | Rep. Ceca  | 2:21,43 |
| 5    | Filip Trejbal     | Rep. Ceca  | 2:21,86 |
| 6    | Maciej Bydliński  | Polonia    | 1:23,21 |
| 7    | Martin Píša       | Rep. Ceca  | 1:23,55 |
| 8    | Ondřej Berndt     | Rep. Ceca  | 1:23,83 |
| 9    | Matej Kutlik      | Slovacchia | 1:24,44 |
| 10   | Tomáš Tuček       | Rep. Ceca  | 1:25,00 |

Data: 25 marzo

#### Slalom speciale
| Pos. | Atleta            | Nazione    | Tempo   |
| ---- | ----------------- | ---------- | ------- |
| 1    | Ondřej Bank       | Rep. Ceca  | 1:26,78 |
| 2    | Adam Žampa        | Slovacchia | 1:26,87 |
| 3    | Filip Trejbal     | Rep. Ceca  | 1:28,04 |
| 4    | Jaroslav Babušiak | Slovacchia | 1:29,42 |
| 5    | Maciej Bydliński  | Polonia    | 1:30,29 |
| 6    | Adam Zika         | Rep. Ceca  | 1:30,53 |
| 7    | Jakub Kupčok      | Slovacchia | 1:31,53 |
| 8    | Josef Kelemen     | Rep. Ceca  | 1:31,79 |
| 9    | Ondřej Berndt     | Rep. Ceca  | 1:32,65 |
| 10   | Jan Čermák        | Rep. Ceca  | 1:33,13 |

Data: 26 marzo

#### Supercombinata
| Pos. | Atleta            | Nazione    | Tempo   |
| ---- | ----------------- | ---------- | ------- |
| 1    | Ondřej Bank       | Rep. Ceca  | 2:08,72 |
| 2    | Filip Trejbal     | Rep. Ceca  | 2:10,15 |
| 3    | Jaroslav Babušiak | Slovacchia | 2:12,10 |
| 4    | Ondřej Berndt     | Rep. Ceca  | 2:13,65 |
| 5    | Jiří Hendrich     | Rep. Ceca  | 2:13,87 |
| 6    | Jakub Kupčok      | Slovacchia | 2:15,50 |
| 7    | Tomáš Tuček       | Rep. Ceca  | 2:15,88 |
| 8    | Vladimír Širáň    | Slovacchia | 2:15,96 |
| 9    | Jan Čermák        | Rep. Ceca  | 2:16,46 |
| 10   | Robin Kasper      | Rep. Ceca  | 2:16,47 |

Data: 23 marzo

### Donne

#### Supergigante
| Pos. | Atleta              | Nazione    | Tempo   |
| ---- | ------------------- | ---------- | ------- |
| 1    | Lucie Hrstková      | Rep. Ceca  | 1:16,80 |
| 2    | Klára Křížová       | Rep. Ceca  | 1:16,85 |
| 3    | Daniela Marková     | Rep. Ceca  | 1:17,42 |
| 4    | Tereza Kmochová     | Rep. Ceca  | 1:17,79 |
| 5    | Pavla Klicnarová    | Rep. Ceca  | 1:17,81 |
| 6    | Andrea Pospíšilová  | Rep. Ceca  | 1:17,85 |
| 7    | Kateřina Pauláthová | Rep. Ceca  | 1:17,90 |
| 8    | Barbara Kantorová   | Slovacchia | 1:18,01 |
| 8    | Kristína Saalová    | Slovacchia | 1:18,01 |
| 10   | Veronika Bubáková   | Rep. Ceca  | 1:18,41 |

Data: 23 marzo

#### Slalom gigante
| Pos. | Atleta               | Nazione    | Tempo   |
| ---- | -------------------- | ---------- | ------- |
| 1    | Kateřina Pauláthová  | Rep. Ceca  | 2:16,37 |
| 2    | Jana Škvarková       | Slovacchia | 2:16,70 |
| 3    | Lucie Hrstková       | Rep. Ceca  | 2:17,39 |
| 4    | Andrea Pospisilová   | Rep. Ceca  | 2:20,05 |
| 5    | Pavla Klicnarová     | Rep. Ceca  | 2:20,74 |
| 6    | Bianca Andreea Narea | Romania    | 2:21,43 |
| 7    | Kateřina Kotrlová    | Rep. Ceca  | 2:21,83 |
| 8    | Martina Dubovská     | Rep. Ceca  | 2:22,45 |
| 9    | Bára Straková        | Rep. Ceca  | 2:22,84 |
| 10   | Eva Čermáková        | Rep. Ceca  | 2:22,65 |

Data: 24 marzo

#### Slalom speciale
| Pos. | Atleta             | Nazione    | Tempo   |
| ---- | ------------------ | ---------- | ------- |
| 1    | Jana Škvarková     | Slovacchia | 1:31,99 |
| 2    | Lucie Hrstková     | Rep. Ceca  | 1:32,67 |
| 3    | Michaela Smutná    | Rep. Ceca  | 1:34,07 |
| 4    | Andrea Pospisilová | Rep. Ceca  | 1:34,37 |
| 5    | Nikol Kučerová     | Rep. Ceca  | 1:35,14 |
| 6    | Eva Sochorová      | Rep. Ceca  | 1:35,66 |
| 7    | Veronika Bubáková  | Rep. Ceca  | 1:37,27 |
| 8    | Bára Straková      | Rep. Ceca  | 1:37,57 |
| 9    | Martina Dubovská   | Rep. Ceca  | 1:37,65 |
| 10   | Karolina Klimek    | Polonia    | 1:38,49 |

Data: 26 marzo

#### Supercombinata
| Pos. | Atleta              | Nazione    | Tempo   |
| ---- | ------------------- | ---------- | ------- |
| 1    | Kateřina Pauláthová | Rep. Ceca  | 2:03,60 |
| 2    | Lucie Hrstková      | Rep. Ceca  | 2:03,80 |
| 3    | Barbara Kantorová   | Slovacchia | 2:03,82 |
| 4    | Jana Škvarková      | Slovacchia | 2:04,21 |
| 5    | Tereza Kmochová     | Slovacchia | 2:04,62 |
| 6    | Veronika Bubáková   | Rep. Ceca  | 2:04,68 |
| 7    | Andrea Pospisilová  | Rep. Ceca  | 2:04,80 |
| 8    | Klára Křížová       | Rep. Ceca  | 2:05,08 |
| 9    | Daniela Marková     | Rep. Ceca  | 2:05,15 |
| 10   | Nikol Kučerová      | Rep. Ceca  | 2:05,67 |

Data: 23 marzo